# Wimmeria cyclocarpa
Wimmeria cyclocarpa är en benvedsväxtart som beskrevs av Ludwig Adolph Timotheus Radlkofer och J. D. Smith. Wimmeria cyclocarpa ingår i släktet Wimmeria och familjen Celastraceae. Inga underarter finns listade.